# Ивановка (Краснокамский район)
Ивановка (баш. Ивановка) — деревня в Краснокамском районе Башкортостана. Входит в состав Арлановского сельсовета. 

## Географическое положение
Расстояние до:
- районного центра (Николо-Берёзовка): 36 км,
- центра сельсовета (Арлан): 8 км,
- ближайшей ж/д станции (Нефтекамск): 29 км.

## Население
| 2002 | 2009 | 2010 |
| ---- | ---- | ---- |
| 32   | ↘27  | ↘13  |

Национальный состав
Согласно переписи 2002 года, преобладающая национальность — русские (81 %).